# 472235 Zhulong
472235 Zhulong (designação provisória: (472235) 2014 GE45 e também conhecido como 2011 GY61) é um corpo celeste que está localizado no disco disperso, uma região do Sistema Solar. Ele possui uma magnitude absoluta de 6,3 e tem um diâmetro estimado de cerca de 242 km. O astrônomo Mike Brown liste este objeto em sua página na internet como um candidato a possível planeta anão.

## Descoberta
472235 Zhulong foi descoberto no dia 4 de abril de 2014 pelo Pan-STARRS 1.

## Órbita
A órbita de 472235 Zhulong tem uma excentricidade de 0,478 e possui um semieixo maior de 65,151 UA. O seu periélio leva o mesmo a uma distância de 33,977 UA em relação ao Sol e seu afélio a 96,325 UA.